# Cabo Dartuch
Cabo Dartuch är en udde i Spanien.   Den ligger i regionen Balearerna, i den östra delen av landet, 600 km öster om huvudstaden Madrid.
Terrängen inåt land är platt. Havet är nära Cabo Dartuch åt sydväst.  Närmaste större samhälle är Ciutadella, 8,8 km norr om Cabo Dartuch. 